# Zamach w Bagdadzie (31 października 2010)
Zamach terrorystyczny w Bagdadzie miał miejsce 31 października 2010  w Bagdadzie i był wymierzony w katolicki kościół obrządku syryjskiego. Terroryści wzięli zakładników, więc w akcje odbijania zaangażowały się siły irackie. W wyniku ataku łącznie zginęło 58 osób, a 78 odniosło rany.

## Zamach
Rozpoczynając atak, terroryści zamordowali dwóch ochroniarzy bagdadzkiej giełdy. Następnie wkroczyli do syrokatolickiego kościoła Najświętszej Maryi Panny Nieustającej Pomocy w Bagdadzie w dzielnicy Karrada. Wzięli wówczas ponad 100 zakładników. Napastnicy strzelali w żyrandole, krzyże oraz obrazy maryjne. Oblężenie kościoła trwało cztery godziny, nim przybyły irackie siły bezpieczeństwa. W czasie blokady kościoła uciec zdołało 19 osób.
Podczas oblężenia i odbijania zginęło co najmniej 41 zakładników, w tym 2 księży, 12 policjantów, 5 osób postronnych oraz napastnik. Kolejnych 78 osób zostało rannych.
Za zamachem stoi Islamskie Państwo Iraku, powiązane z Al-Ka’idą.